# Pycnonotus urostictus
Pycnonotus urostictus е вид птица от семейство Pycnonotidae.

## Разпространение
Видът е разпространен във Филипините.